# Lawaterz

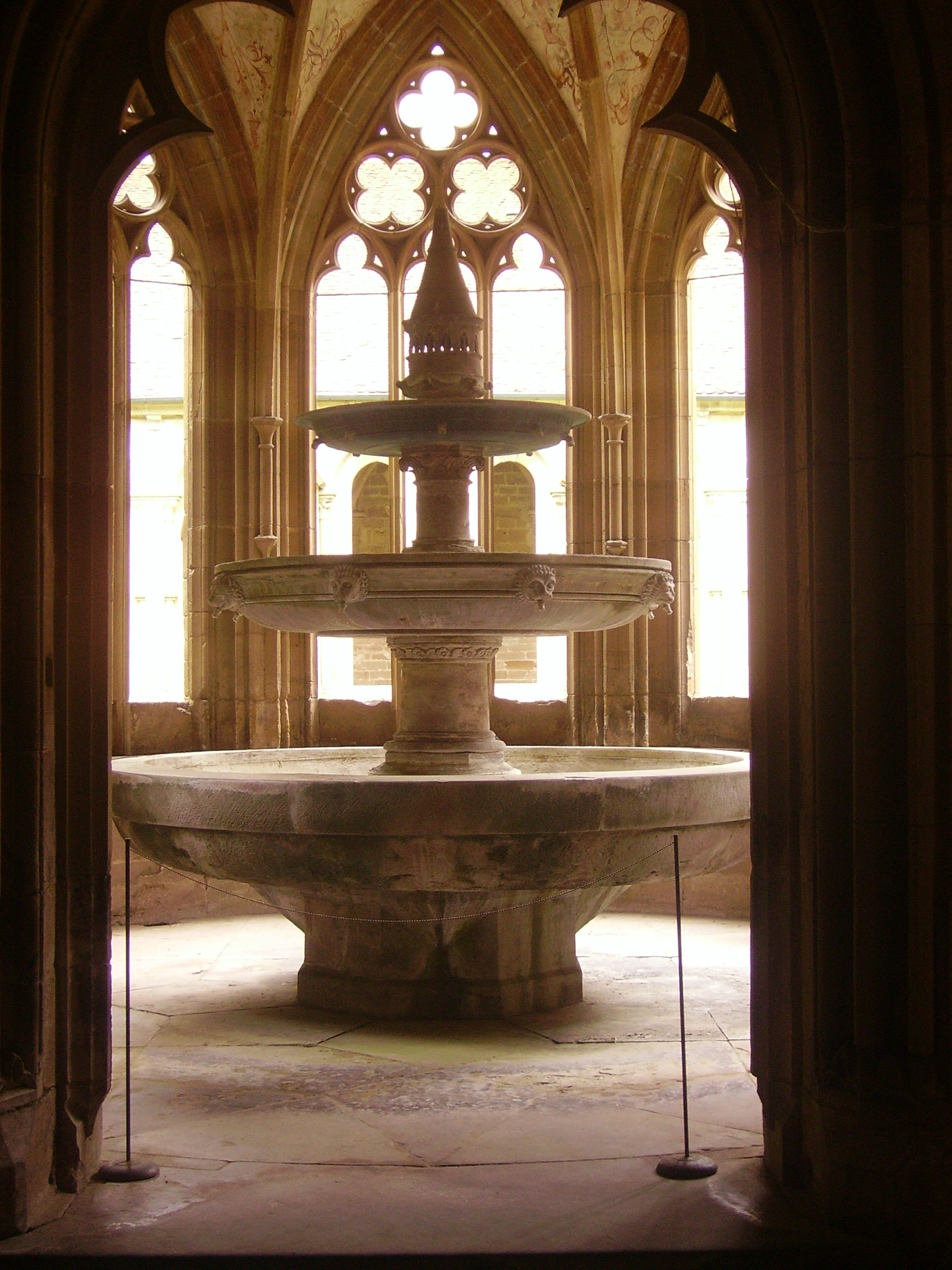
Lawatorium w klasztorze w Maulbronn

Lawaterz  lub lawatarz, lavabo lub lawabo, lavatorium lub lawatorium (łac. lavatorium – sprzęt do mycia się, lavare – myć się):
1. Umywalnia kapłańska w kościołach (używana od XI w.), zwykle w zakrystii, służąca do mycia rąk przed mszą, wykonana z różnych materiałów  (marmur, brąz, kamień, metale), często bogato ornamentowana. Była umieszczana przy ścianie, nadwieszana lub sięgała do posadzki. Składała się ze zbiornika na wodę i misy do jej spływu. 
2. Wieloboczny budynek w klasztornym wirydarzu umieszczony naprzeciw refektarza, połączony konstrukcyjnie z krużgankiem, mieszczący studnię. Oprócz funkcji czysto higienicznych (mycie rąk przed spożyciem posiłku, czerpanie wody do celów gospodarczych) pełnił też funkcje obrzędowe związane z przyjmowaniem zakonników do konwentu. Dokonywano w nim m.in. wycięcia tonsury.
3. Umywalnia używana od średniowiecza we wnętrzach mieszkalnych.
4. W obyczajowości świeckiej, forma fontanny-umywalki, zwykle przyściennej, mocowanej np. na murze w ogrodzie, gdzie można było umyć ręce lub  opłukać owoce.

## Galeria

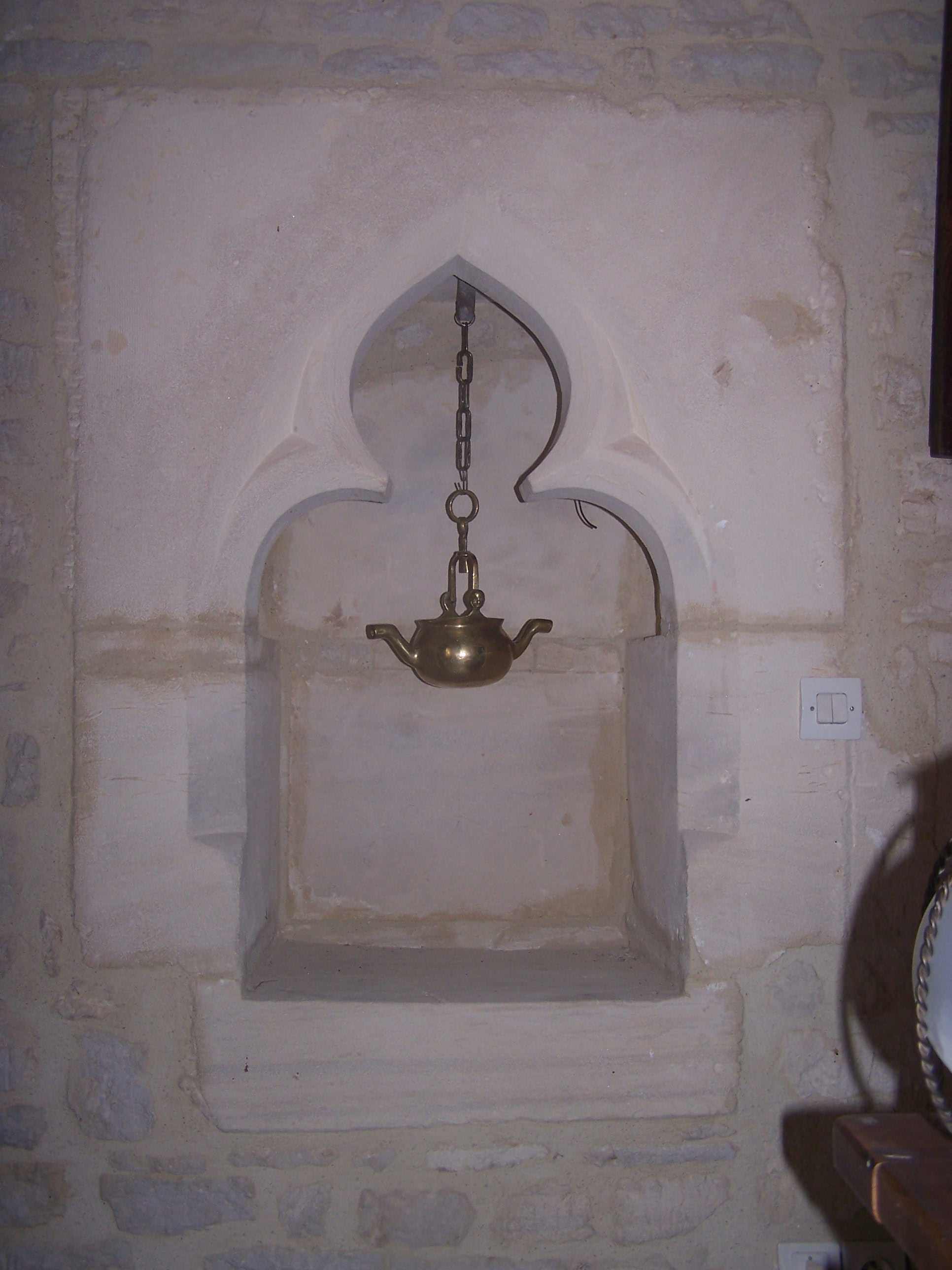
Pierwotna forma
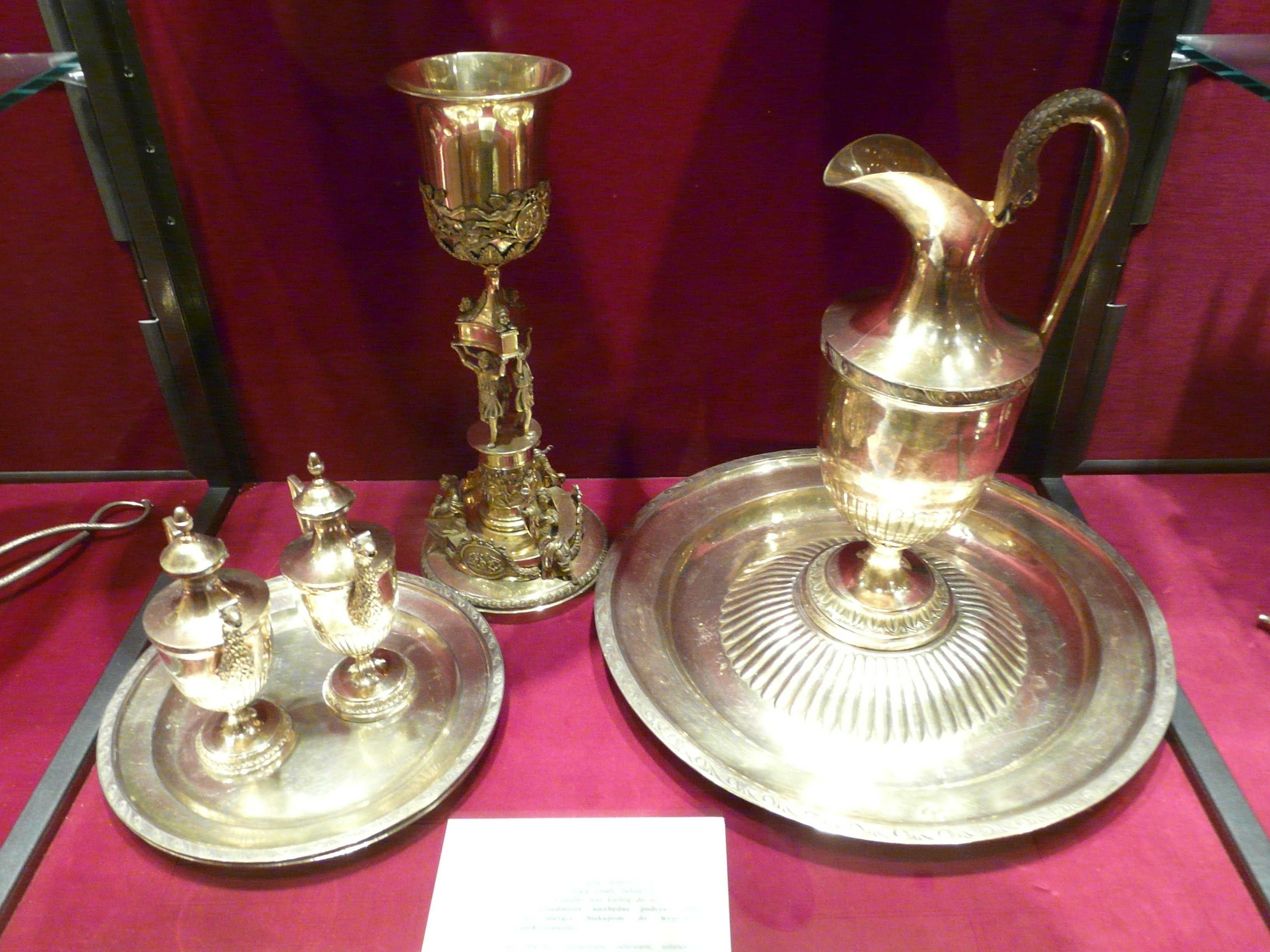
Lavabo biskupa Ledóchowskiego (dzbanek i misa po prawej)
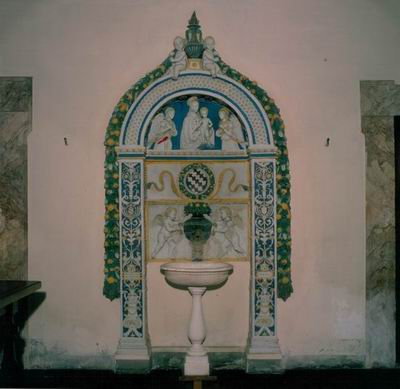
Wewnątrz kościoła
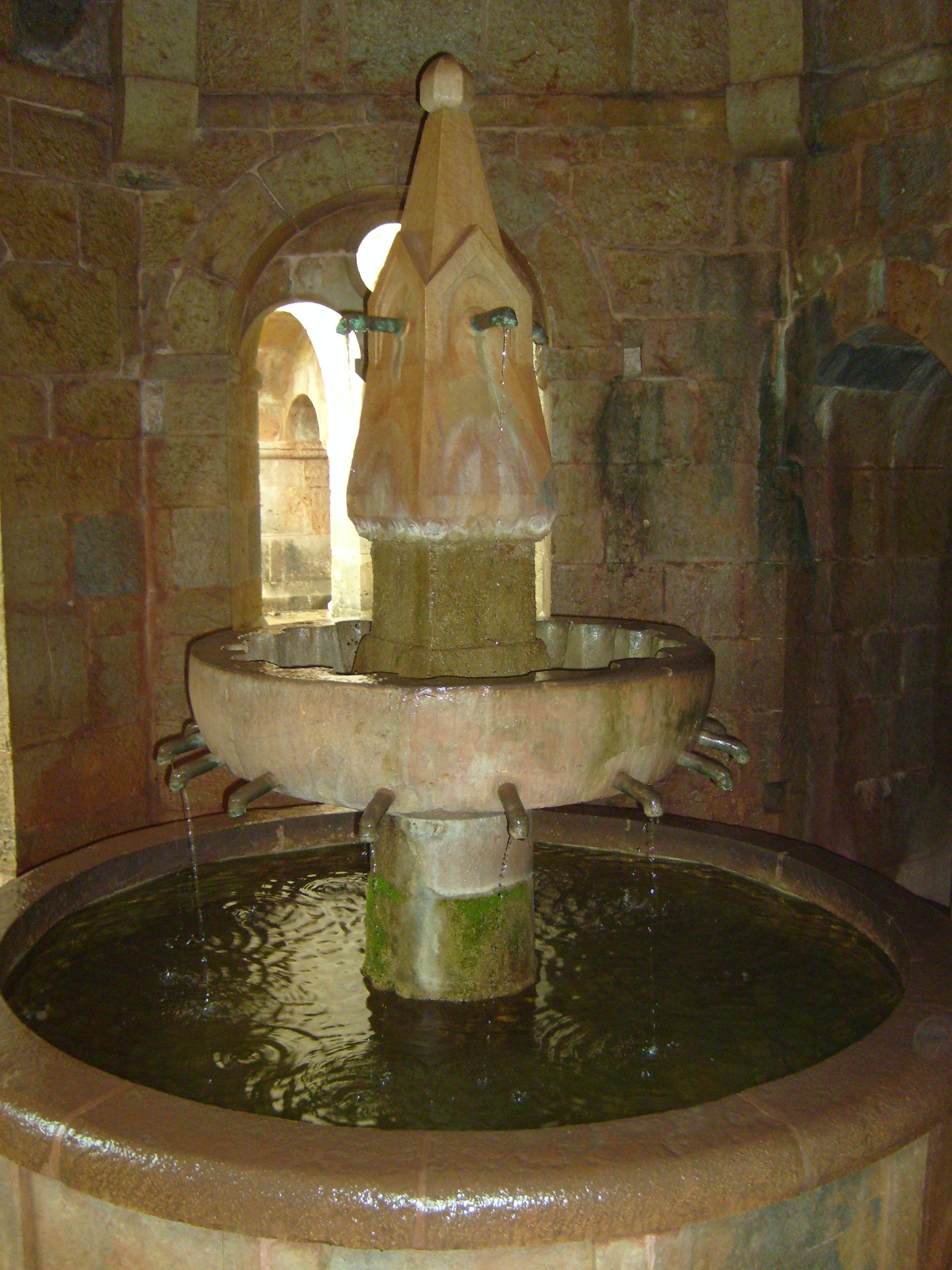
Lawaterz francuskich zakonników w opactwie Le Thoronet
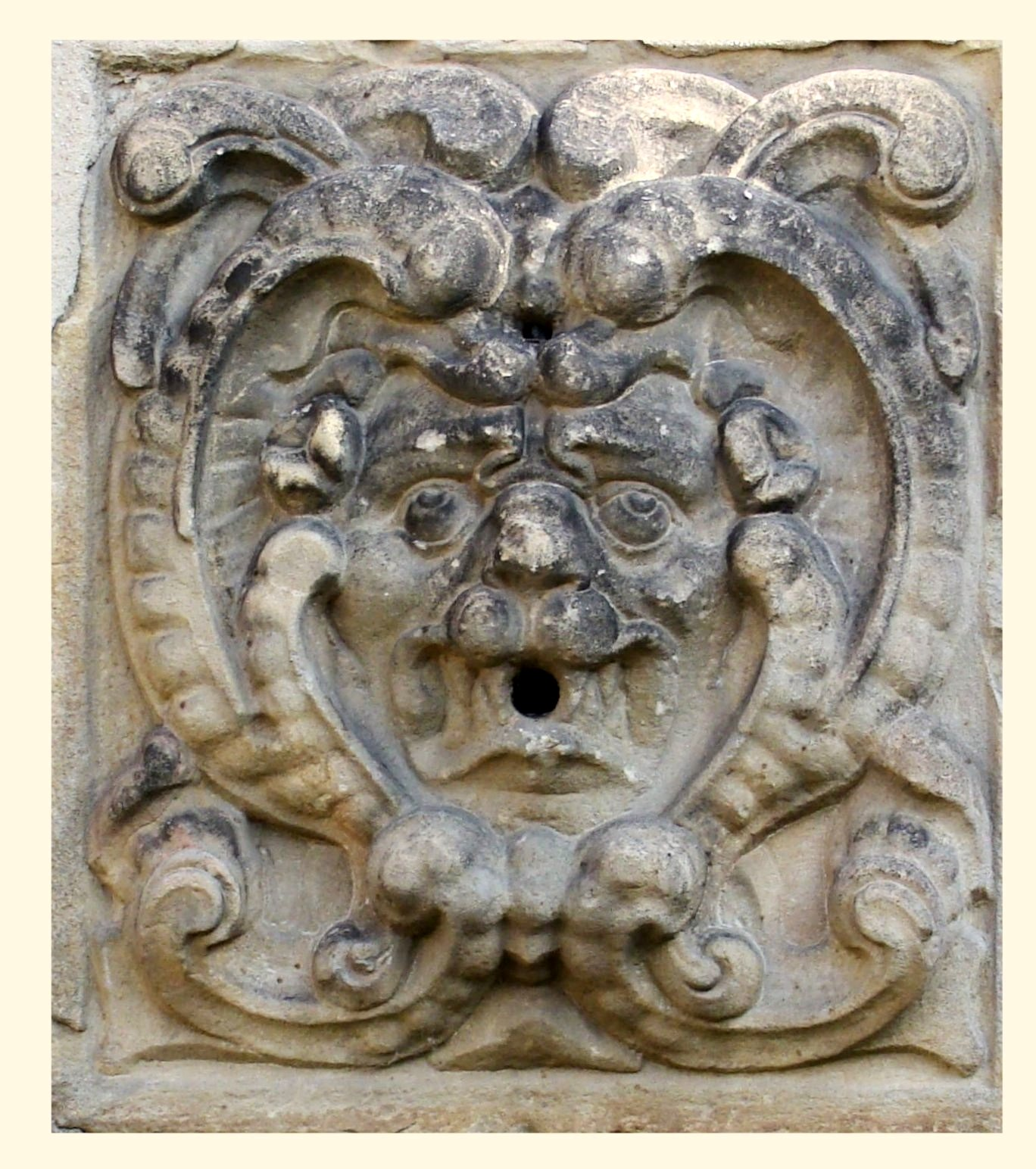
Zachowana barokowa płyta z otworem przez który lała się woda
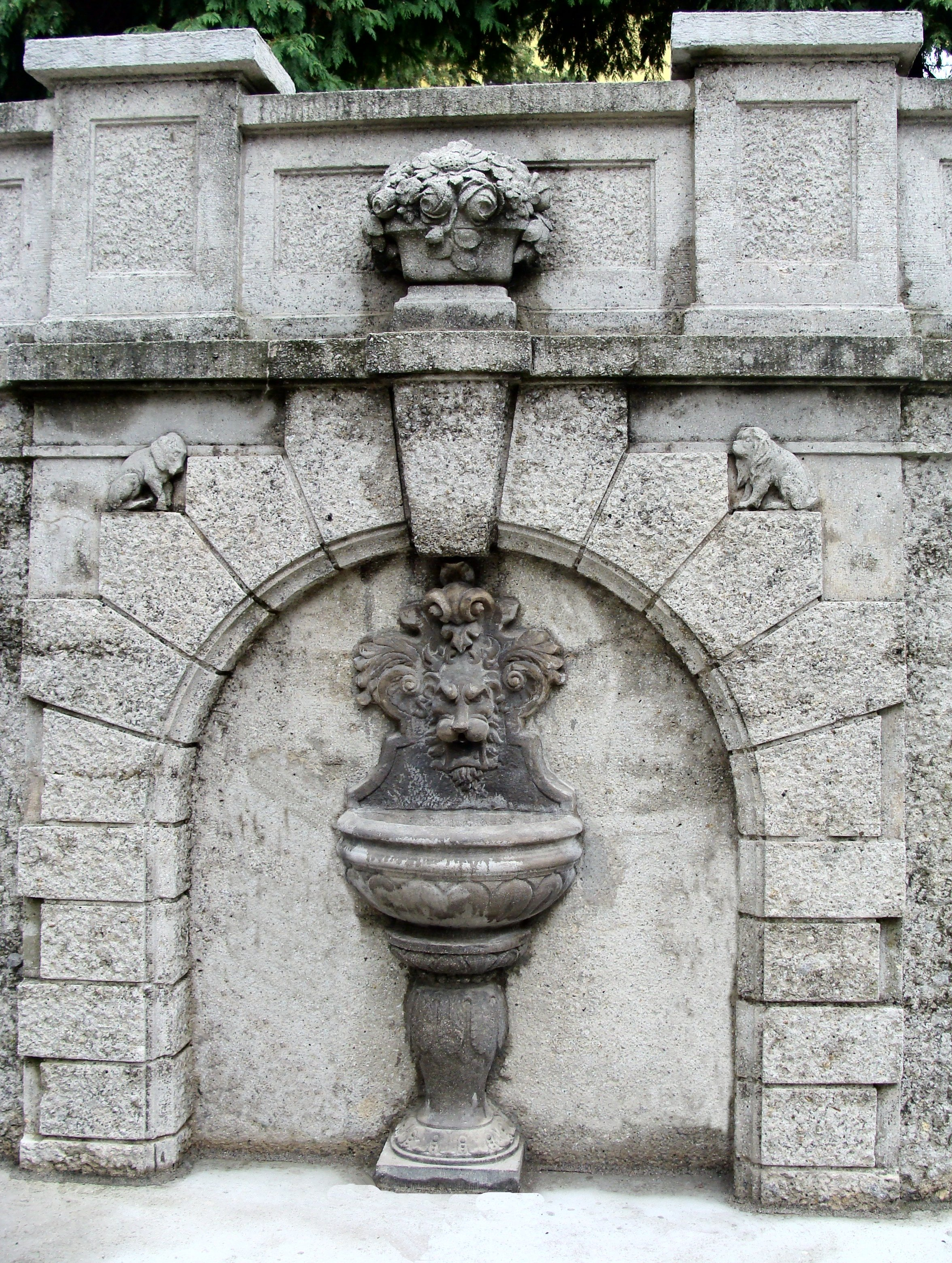
Lavabo ogrodowe z pocz. XX w.
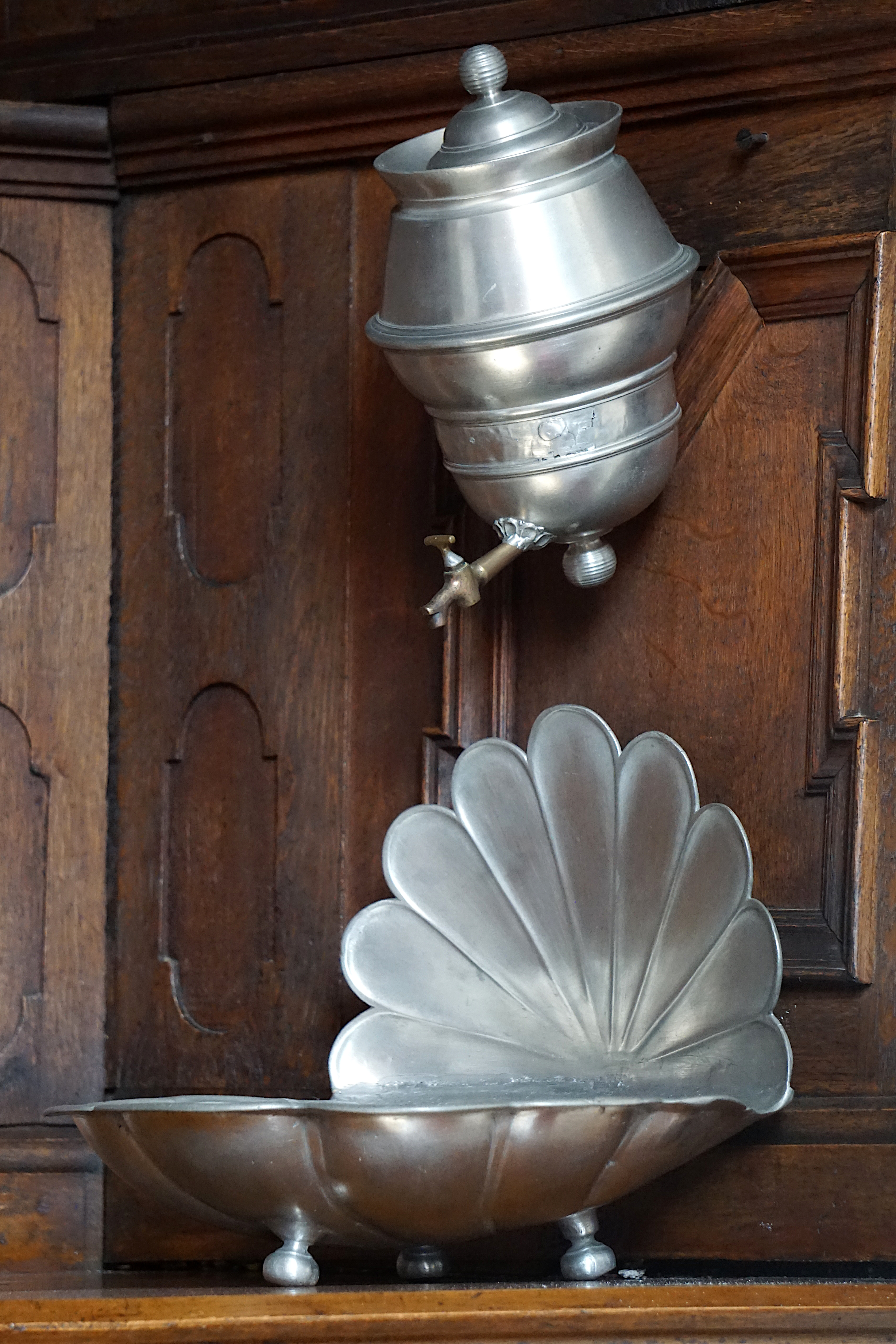
Lavabo z cyny w jednej z bawarskich zakrystii